# Peter-Rudolf Zotl
 Peter-Rudolf Zotl (* 10. Oktober 1944 in Köthen) ist ein deutscher Politiker (SED, PDS, Die Linke), Lehrer und Politikwissenschaftler.

## Leben und Beruf
Peter-Rudolf Zotl machte an der Erweiterten Oberschule 1963 sein Abitur. Es folgte ein Studium am Pädagogischen Institut Dresden (später Pädagogische Hochschule) zum Oberstufenlehrer für Geschichte und Deutsch. 1967 absolvierte er sein erstes Staatsexamen. Von 1967 bis 1972 arbeitete er als Lehrer und Direktor in Köthen. Zwischen 1972 und 1976 war er Wissenschaftlicher Anwärter der Akademie für Gesellschaftswissenschaften beim ZK der SED in Berlin. 1976 legte er seine Dissertation ab und erhielt den Titel eines Dr. phil. Danach folgte von 1976 bis 1980 eine Anstellung als Oberassistent an der Akademie. 1980 legte er seine Dissertation B (Habilitation) über nichtmarxistische Positionen zum politischen System der DDR ab. Seit 1981 arbeitet er als Hochschuldozent.
Er ist seit 1969 mit der Diplom-Psychologin Barbara Zotl verheiratet und hat zwei Kinder sowie drei Enkel.

## Politik
1964 trat Zotl in die SED ein und war von 1976 bis 1990 Mitglied im FDGB. Nach der Umbenennung blieb er 1990 Mitglied der PDS. Von 1989 bis 1999 war er stellvertretender Vorsitzender der PDS Berlin.

## Abgeordneter
Von Januar 1991 bis 2011 war Zotl Mitglied des Berliner Abgeordnetenhauses. Er wurde zuletzt (2006) im Wahlkreis Lichtenberg 2 gewählt. Von 1991 bis 1993 war er stellvertretender Fraktionsvorsitzender und von 1993 bis 1995 erster Vorsitzender der PDS-Fraktion. Er war Mitglied im Ausschuss für Europa- und Bundesangelegenheiten, Medien, Berlin-Brandenburg, im Ausschuss für Verwaltungsreform, Kommunikations- und Informationstechnik sowie im Unterausschuss Produkthaushalt und Personalwirtschaft des Hauptausschusses. Zotl übernahm im Abgeordnetenhaus die Aufgabe des Sprechers für Regional-, Kommunal- und Verwaltungspolitik seiner Fraktion.

## Ehrung
- 2008: Stadtältester von Berlin

## Veröffentlichungen
- Das Ende und der Anfang. Das Wendejahr 1989/90 und die PDS in Berlin. Verlag am Park, Berlin 2019, ISBN 978-3-947094-54-7.